# Шаховской, Михаил Иванович
Шаховской, Михаил Иванович
(1707 — январь 1762)— князь, сенатор, тайный советник. Сын князя Ивана Перфильевича Шаховского (ок. 1650—1716) от второго брака его с княгинею Татьяной Федоровной Юсуповой, урожденной княжной Коркодиной (ум. 1719). Внук окольничего князя Перфилия Ивановича Шаховского, брат Григория Шаховского.

## Биография
Родился он в 1707 году, в 1720 году определён на службу лейб-гвардии в Семёновский полк. Выпущенный в 1727 году в армейский полк с обер-офицерским чином, Шаховской, в том же году был определён в лейб-регимент поручиком и в 1730 году произведен в капитаны. Когда в 1730 году лейб-регимент был переименован императрицей Анной Иоанновной в полк конной гвардии, князь Шаховской был оставлен в этом полку с чином капитан-поручика. В 1734 году по болезни был определен к гражданским делам и назначен в С.-Петербургскую вотчинную контору, где и находился по 1741 год в должности советника. В 1742 году князь Шаховской был назначен вице-президентом, в 1753 году президентом камер-коллегии; в 1760 году назначен сенатором с пожалованием в тайные советники. Умер, находясь на службе, в январе 1762 года.

## Семья
Михаил Иванович в 1725 году женился на вдове князя Петра Савельевича Волконского (умер в 1722) княгине Евдокии Андреевне Волконской (1702 — ?), урожденной княжне Прозоровской, дочери боярина князя Андрея Петровича Прозоровского (ум. 05.07.1722) от второго брака его с Матрёной Водорацкой. Их сын:
- Алексей (1731—?), был женат на Наталье Федотовне Елагиной, дочери бригадира Федота Никитича Елагина и Прасковьи Андреевны Ржевской.